# Bohumil Mathesius
Bohumil Mathesius (ur. 14 lipca 1888, zm. 2 czerwca 1952) – czeski poeta, tłumacz, publicysta i historyk literatury – znawca rosyjskiej literatury (rusycysta). Był profesorem filozofii na Uniwersytecie Karola w Pradze. Brat stryjeczny Viléma Mathesiusa.

## Życiorys
Bohumil Mathesius tłumaczył lirykę chińską: Zpěvy staré Číny (Śpiewy starożytnych Chin), Nové zpěvy staré Číny (Nowe śpiewy starożytnych Chin), i Třetí zpěvy staré Číny (Trzecia księga śpiewów starożytnych Chin). Również tłumaczył prace wielu rosyjskich pisarzy: Puszkina, Lermontowa, Gogola, Dostojewskiego, Tołstoja, Majakowskiego, Jesienina, i Szołochowa, oraz niemiecką, francuską i norweską literaturę.